# Carretera Estatal de Idaho 53
La Carretera Estatal de Idaho 53, y abreviada SH 53 (en inglés: Idaho State Highway 53) es una carretera estatal estadounidense ubicada en el estado de Idaho. La carretera inicia en el oeste desde la SR 290  hacia el este en la US 95     en Hayden. La carretera tiene una longitud de 22,9 km (14.24 mi).

## Mantenimiento
Al igual que las autopistas interestatales, y las rutas federales y el resto de carreteras estatales, la Carretera Estatal de Idaho 53 es administrada y mantenida por el Departamento de Transporte de Idaho por sus siglas en inglés ITD.

## Cruces
La Carretera Estatal de Idaho 53 es atravesada principalmente por la  SH 41     en Rathdrum.